# Amyema melaleucae
Amyema melaleucae, também conhecido como o visco-da-árvore-do-chá, é uma espécie de planta pertencente ao género Amyema, uma planta hemiparasita epifítica da família Loranthaceae nativa da Austrália e encontrada na Austrália Ocidental e Sul da Austrália na costa, ao norte de Perth, quase até à fronteira vitoriana.
Cresce no matagal costeiro, (geralmente) em Melaleucas. Barlow (1984) e Paczkowska (1995) afirmam que só é encontrada em Melaleucas. No entanto, um extenso exame de registos de herbários por Downey (1998) mostrou que ela foi encontrada em espécies Casuarina, espécies Myoporum, espécies Exocarpos e espécies Pittosporum, bem como Melaleuca cardiophylla, M. halmaturorum, M. lanceolata, M. parviflora, M. pauperiflora, Melaleuca pubescens (M. lanceolata), M. quadrifaria e M. thyoides.

## Taxonomia
Foi descrita pela primeira vez por Miquel em 1845 como Loranthus melaleucae, que descreveu a partir de um espécime encontrado crescendo numa Melaleuca em Rottnest Island. Em 1895 foi colocada no género Amyema por Tieghem.